# Lixophaga charapensis
Lixophaga charapensis är en tvåvingeart som först beskrevs av Townsend 1927.  Lixophaga charapensis ingår i släktet Lixophaga och familjen parasitflugor.
Artens utbredningsområde är Peru. Inga underarter finns listade i Catalogue of Life.